# NGC 2723
NGC 2723 is een lensvormig sterrenstelsel in het sterrenbeeld Waterslang. Het hemelobject werd op 3 maart 1864 ontdekt door de Duitse astronoom Albert Marth.

## Synoniemen
- UGC 4723
- MCG 1-23-17
- ZWG 33.39
- NPM1G +03.0195
- PGC 25280